# Proces pokazowy

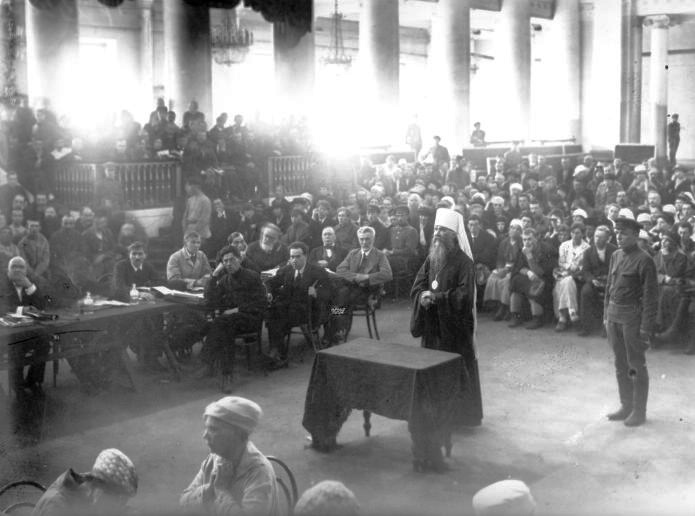
Pokazowy proces metropolity prawosławnego Beniamina w Piotrogrodzie w 1922 roku

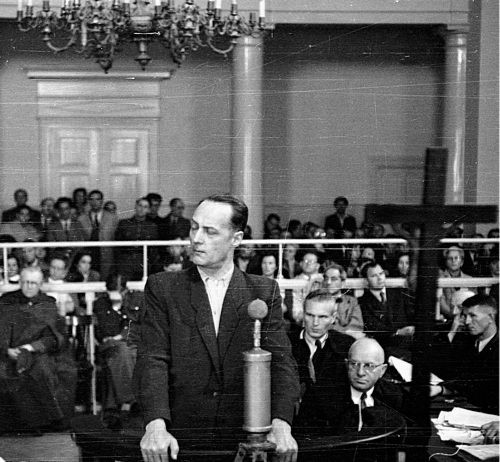
Franciszek Niepokólczycki podczas procesu pokazowego II Zarządu Głównego organizacji Wolność i Niezawisłość w 1947 roku

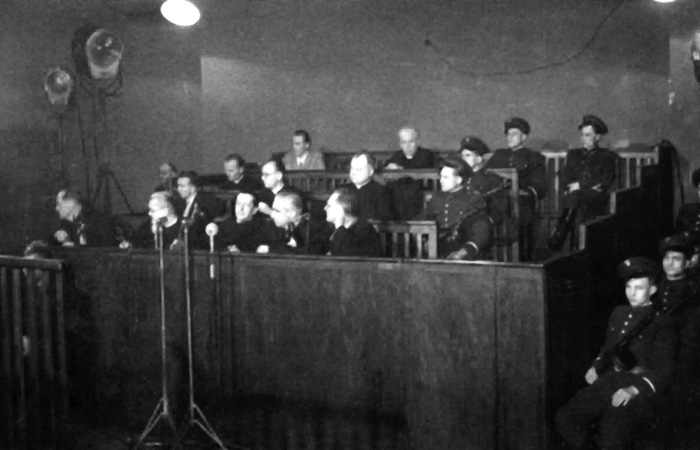
Ława oskarżonych w procesie księży kurii krakowskiej w 1953 roku

Proces pokazowy – stosowana w państwach totalitarnych i autorytarnych metoda publicznego inkryminowania całych grup społecznych lub politycznych poprzez wytaczanie publicznego procesu z oskarżenia sfingowanego (komunistyczne procesy pokazowe w ZSRR i państwach demokracji ludowej) lub oskarżenia rzeczywistego, lecz z pominięciem tradycyjnych form państwa prawa i procedury karnej (procesy pokazowe w Niemczech nazistowskich). Rozprawa sądowa z udziałem oskarżonych w procesie pokazowym stawała się osią propagandowego ataku na reprezentowaną przez nich grupę społeczną, uznaną za wrogą przez państwo (por. wróg ludu), za którym często następowała fala represji sądowych, policyjnych lub administracyjnych skierowanych wobec członków tej grupy.
Organizacja procesu pokazowego wymaga nie tylko kontroli nad decyzjami sędziów (brak rzeczywistej niezawisłości sędziowskiej), ale także aktywnej roli i współpracy środków masowego przekazu (prasa, radio, kroniki filmowe, telewizja itd.) w manipulowaniu opinią publiczną. W ten sposób w odbiorze społecznym oskarżonymi w procesie pokazowym stają się nie tylko konkretni podsądni, ale cała grupa społeczna, przeciw której proces został zorganizowany (np. członkowie określonej partii politycznej, inżynierowie, lekarze pochodzenia żydowskiego, księża, drobni przedsiębiorcy, ludzie wierzący itp.). Procesom pokazowym towarzyszą zwykle sztucznie wywoływane i nagłaśniane kampanie społecznego oburzenia („nagonka prasowa”) wobec oskarżonych oraz organizowanie społecznego nacisku na sąd dla surowego ich ukarania (np. wiece załóg fabryk w ZSRR domagające się śmierci dla wrogów ludu, „spontaniczne listy od społeczeństwa” czy rezolucje intelektualistów potępiające oskarżonych). Również publiczność na sali sądowej może być specjalnie dobierana (zapełnienie sali przez aktywistów partyjnych, funkcjonariuszy służb bezpieczeństwa, wojskowych itp. przy jednoczesnym niedopuszczaniu na salę rodzin lub zwolenników podsądnych) i przygotowana do wywierania odpowiedniego nacisku na sąd bądź do odpowiedniej prezentacji przebiegu procesu w mediach. W okresie stalinowskim propagandowe role – obok oskarżycieli i sędziów – w procesach pokazowych odgrywali niejednokrotnie obrońcy, którzy publicznie dawali wyraz swej dezaprobaty dla oskarżonych i przyłączali do oskarżycieli w ich potępianiu.
Procesy pokazowe były elementem doktryny tzw. prewencji ogólnej w komunistycznej teorii państwa i prawa, gdzie publiczna rozprawa sądowa służyć miała przede wszystkim funkcjom propagandowym. Procesy pokazowe miały na celu sterroryzowanie społeczeństwa, rozbijanie solidarności poszczególnych grup społecznych, złamanie woli oporu. Ofiary procesów niejednokrotnie poddawano torturom, często przyznawały się do niepopełnionych czynów i obciążały inne osoby, co rozszerzało zakres represji sądowej. W ZSRR proces pokazowy prowadzony w Moskwie wywoływał zwykle kaskadę lustrzanych procesów lokalnych, w poszczególnych republikach i krajach związkowych; w ten sposób fala totalitarnej represji rozlewała się na całe państwo.

## Przykładowe procesy pokazowe
Procesy pokazowe w ZSRR:
- proces eserowców (1922)
- proces metropolity piotrogrodzkiego Beniamina i innych duchownych Rosyjskiej Cerkwi Prawosławnej (1922)
- proces biskupa Cieplaka (1923)
- proces szachtyński (1928)
- proces tzw. Związku Wyzwolenia Ukrainy (1930)
- proces Prompartii (1930)
- proces Metro-Vickers
- proces mienszewików (1931)
- procesy moskiewskie 1936–1938
- proces szesnastu aresztowanych i uprowadzonych do Moskwy przywódców Polski podziemnej m.in. gen. Leopolda Okulickiego, Jana  Jankowskiego, Adama Bienia, Stanisława Jasiukowicza, Kazimierza Pużaka i innych (czerwiec 1945)
- stalinowski proces poetów żydowskich (1952)

Powojenne procesy pokazowe w tzw. państwach demokracji ludowej:
- Bułgaria:

- proces pastorów
- proces Nikoły Petkowa (1947)
- proces Trajczo Kostowa (1949)

- Czechosłowacja:

- proces Rudolfa Slansky’ego i współpracowników, m.in. Vladimíra Clementisa (1952)
- proces przeciw Bohumilowi Müllerowi, Ondřejowi Foglowi, Jánowi Sebínowi, Františkowi Grosowi, Jaroslavowi Háli, Vladimirowi Nahálce, Václavowi Novákowi i Ondřejowi Porubský’emu – nadzorującym działalność Świadków Jehowy w Czechosłowacji (27 i 28 marca 1953)

- NRD:

- proces przeciw dziewięciu Świadkom Jehowy nadzorującym działalność w Niemczech Wschodnich (3 i 4 października 1950)

- Polska:

- proces lubelskiego PAS (zwany procesem wierzchowińskim lub procesem dwudziestu trzech) przeciw 23 uczestnikom podziemia niepodległościowego na Lubelszczyźnie należących do NSZ i NZW, w tym PAS, z których 7 zostało skazanych na śmierć: plut. Roman Jaroszyński, Stanisław Kaczmarczyk, Kazimierz Łuszczyński, mjr Zygmunt Roguski, Władysław Ulanowski, mjr Zygmunt Wolanin, ppor. Władysław Żwirek (1945-1946)
- proces rozpoczęty 4 sierpnia 1947 przed Wojskowym Sądem Rejonowym w Warszawie, w którym na ławie oskarżonych obok  red. nacz. "Gazety Ludowej" Zygmunta Augustyńskiego znaleźli się ks. Leon Pawlina i funkcjonariusz UBP Zygmunt Maciejec. Przewodniczącym składu sędziowskiego był dr Romuald Klimowiecki, oskarżenie popierał zastępca naczelnego prokuratora Stanisław Zarakowski. Zygmunt Augustyński został skazany na karę 15 lat więzienia, 5 lat pozbawienia praw publicznych, obywatelskich i honorowych oraz przepadek całego mienia, Leon Pawlina usłyszał wyrok 10 lat więzienia, Zygmunt Maciejec został skazany na śmierć.
- proces działaczy PPS-WRN – Kazimierz Pużak, Tadeusz Szturm de Sztrem, Ludwik Cohn, Józef Dzięgielewski i inni (listopad 1948), wyroki do 10 lat więzienia
- proces generałów przeciw czterem generałom: Stanisławowi Tatarowi, Jerzemu Kirchmayerowi, Stefanowi Mossorowi i Franciszkowi Hermanowi, płk Marianowi Utnikowi i innym, oskarżonym o szpiegostwo (1951)
- proces Tatar-Utnik-Nowicki przeciw gen. Stanisławowi Tatarowi, płk. Marianowi Utnikowi i płk. Stanisławowi Nowickiemu (1951)
- proces przeciw członkom zarządu krajowego Świadków Jehowy w Polsce: Wilhelmowi Scheiderowi, Edwardowi Kwiatoszowi, Haroldowi Abtowi i Władysławowi Jędzurze oraz Władysławowi Sukiennikowi, Janowi Liczke i Naftalemu Glasbergowi (16–22 marca 1951)
- proces księży kurii krakowskiej (styczeń 1953)
- proces biskupa kieleckiego Czesława Kaczmarka (wrzesień 1953)
- proces przeciw Janowi Lorkowi, Władysławowi Sklarzewiczowi, Tadeuszowi Chodarze, Mieczysławowi Cyrańskiemu i Stanisławowi Nabiałczykowi uznanymi przez władze za kierownictwo Świadków Jehowy (10–14 marca 1955 roku)
- proces w aferze mięsnej (1964-1965)

- Rumunia:

- proces Iuliu Maniu (1947)

- Węgry:

- proces kardynała Mindszenty’ego (3–8 lutego 1949)
- proces László Rajka (1949)

Procesy pokazowe w III Rzeszy:
- proces przeciwko Paulowi Balzereitowi oraz ośmiu innym osobom uznanym za przywódców działalności Świadków Jehowy (17 grudnia 1935).
- w III Rzeszy odbyła się w latach 1944–1945 seria procesów pokazowych przed tzw. Trybunałem Ludowym (niem. Volksgerichtshof) nad aresztowanymi po zamachu na Hitlera członkami antyhitlerowskiego sprzysiężenia wojskowo–politycznego.